# Sea Ranch

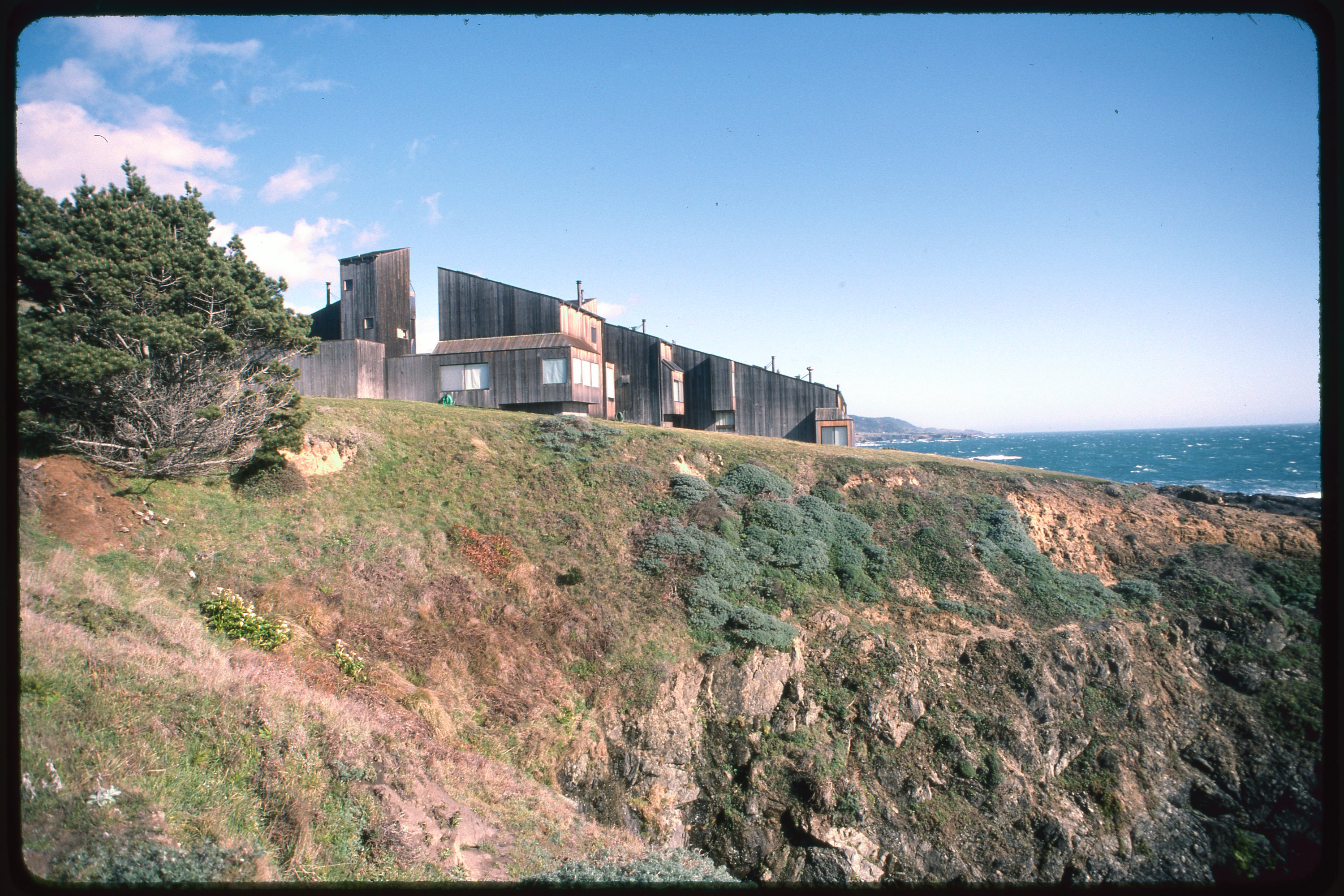
Blick auf Condominium 1, das ein frühes Beispiel für die minimalistische Ästhetik des Sea-Ranch-Stils darstellt. Albuminpapierabzug des Schweizer Kunsthistorikers André Corboz aus dem Jahr 1987.

Sea Ranch ist eine von modernistischer Architektur geprägte und nach den Prinzipien einer Planstadt angelegte Gemeinde entlang der Felsenküste von Sonoma County in Kalifornien. Der in den 1960er Jahren gegründete Ort liegt ungefähr 160 Kilometer nördlich von San Francisco und besteht aus rund 2000 Häusern, die auf einem 16 Kilometer langen, von weitläufigen Wiesen, Zypressenhecken und sanften Hügeln dominierten Streifen mit Blick auf den Pazifischen Ozean angeordnet sind.
Der von minimalistischer Ästhetik bestimmte „Sea-Ranch-Stil“ betont einfache geometrische Formen, die Verwendung natürlicher Materialien und die Harmonie mit der umgebenden Landschaft. Die Gebäude sind überwiegend mit Holzfassaden, Pultdächern und großen Fenstern ausgestattet, um die Verbindung zur Natur zu hervorzuheben.
Nachdem die Sea Ranch zunächst auf Bezahlbarkeit und eine Stärkung der nachbarschaftlichen Gemeinschaft ausgelegt war, dominiert heute die kurzfristige Vermietung der Häuser über Online-Portale wie Airbnb das Leben in der Siedlung.

## Geschichte
Die Gründung von Sea Ranch geht auf den amerikanischen Architekten und Bauunternehmer Al Boeke (1922–2011) zurück, der bereits federführend am Bau der Planstadt Mililani auf Oʻahu, beteiligt gewesen war und Anfang der 1960er Jahre im Auftrag einer Tochtergesellschaft des hawaiianischen Unternehmens Castle & Cooke einen geeigneten Standort für eine neue Stadt an der amerikanischen Westküste suchte. Nachdem Boekes Wahl auf einen Küstenabschnitt zwischen den kleinen Orten Gualala im Norden und Stewarts Point im Süden gefallen war, beauftragte er den Landschaftsarchitekten Lawrence Halprin (1916–2009) mit der Ausarbeitung des Gesamtkonzeptes. Die Verantwortung für die Architektur der Gebäude wurde den Architekten Joseph Esherick, Charles Willard Moore, Donlyn Lyndon, William Turnbull Jr. und Richard Whitaker übertragen.
Beeinflusst von seinen Jugenderfahrungen beim Bau eines Kibbuz schwebte Halprin eine Form dessen vor, was man heute als „Cohousing“ bezeichnet und bei dem die Bewohner zwar ihren eigenen Wohnraum haben, sich ein Teil des Zusammenlebens aber in Gemeinschaftseinrichtungen abspielt. Halprins Plan sah die Einbettung der Sea Ranch in die zuvor von Pomo-Indianern, Holzfällern und Schafzüchtern genutzte charakteristische Küstenlandschaft entlang des Pazifik vor. Die Hälfte der Fläche sollte unbebaut von allen Bewohnern der Siedlung gemeinschaftlich genutzt und die Dichte der Bebauung nominell auf ein Haus pro Acre begrenzt werden. Zum Schutz vor dem in diesem Teil Nordkaliforniens häufig sehr starken Wind sollten Zypressenhecken die zum Meer hin offenen Wiesenflächen abgrenzen. Zusätzlich zu den auf den Wiesen gruppierten Häusern waren auch Gebäude mit Eigentumswohnungen vorgesehen.
Die ersten, auf der Grundlage von Halprins Konzept errichteten Gebäude wurden 1964 fertiggestellt. Dabei handelte es sich um das Condominium 1 mit zehn Eigentumswohnungen, eine kleine Zahl von Musterhäusern entlang der Zypressenhecken, sowie einen Gemischtwarenladen. Nachdem es in den 1960er Jahren zunächst danach aussah, als würde das ursprüngliche Konzept für Sea Ranch umgesetzt, erzwangen Inlandsbewohner, die um ihren Zugang zur Pazifikküste fürchteten, Anfang der 1970er Jahre einen zehnjährigen Baustopp. Als dieser schließlich wieder aufgehoben wurde, fokussierte sich das Interesse der Baufirma auf die Errichtung von hochpreisigen Wochenendhäusern, um die durch den Baustopp erlittenen Verluste auszugleichen. Dies zog einkommensstarke Käufer aus der San Francisco Bay Area und anderen Teilen des Landes an, die ihre Häuser heute häufig über Online-Plattformen wie Airbnb an Touristen vermieten.

## Ansichten

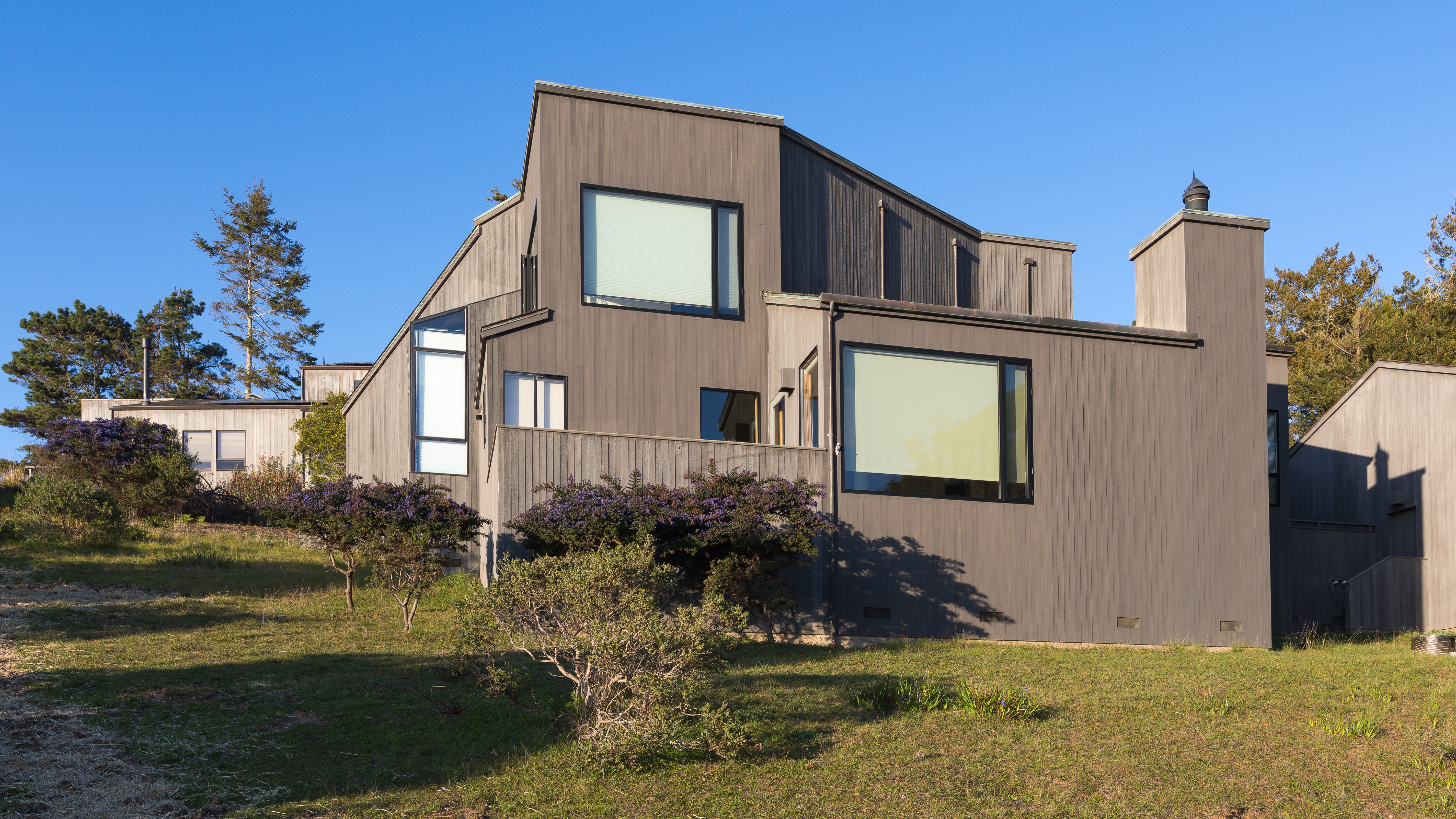
Geometrische Formen prägen die Architektur der Häuser
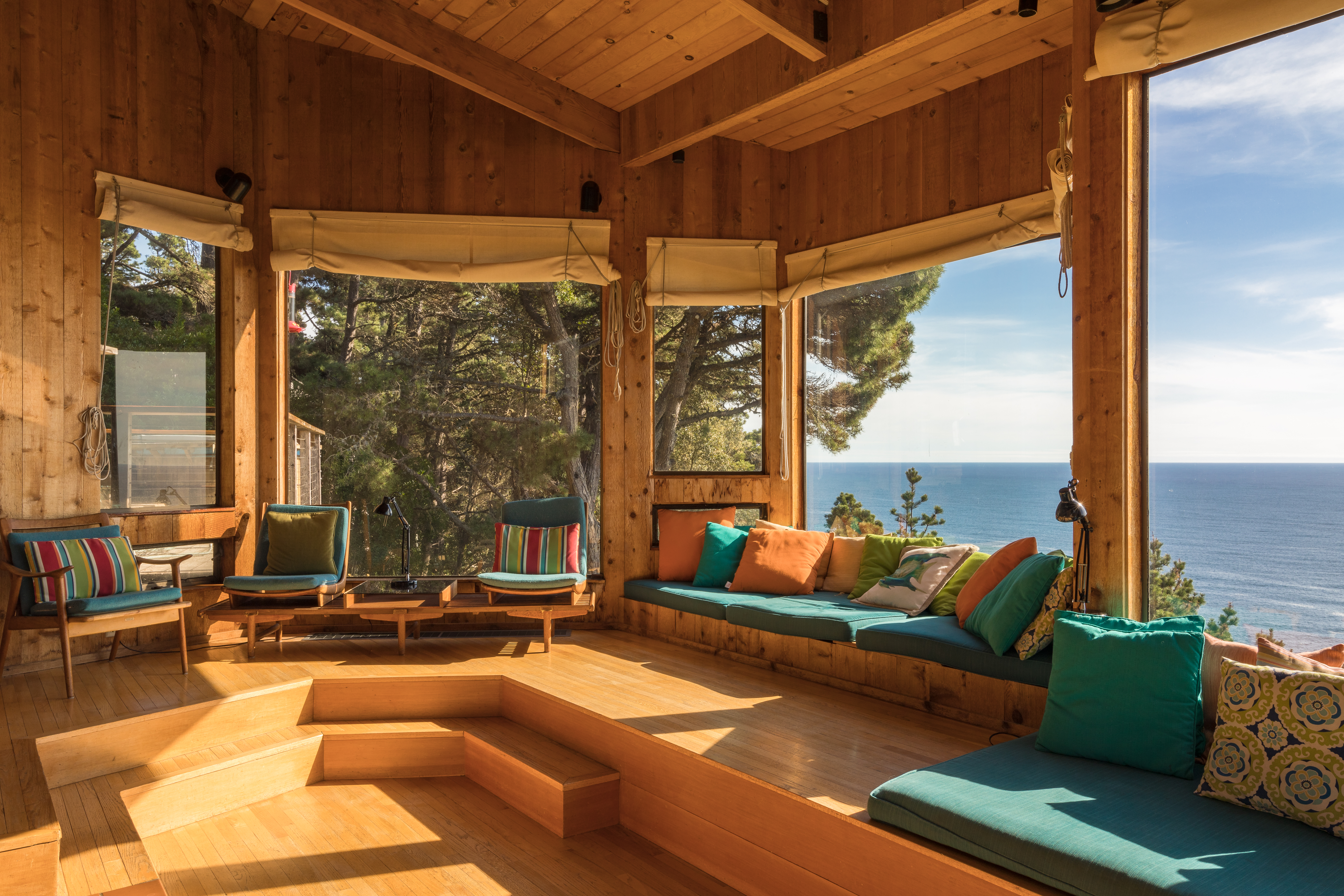
Typisch große Fenster bieten einen Blick auf den Pazifischen Ozean
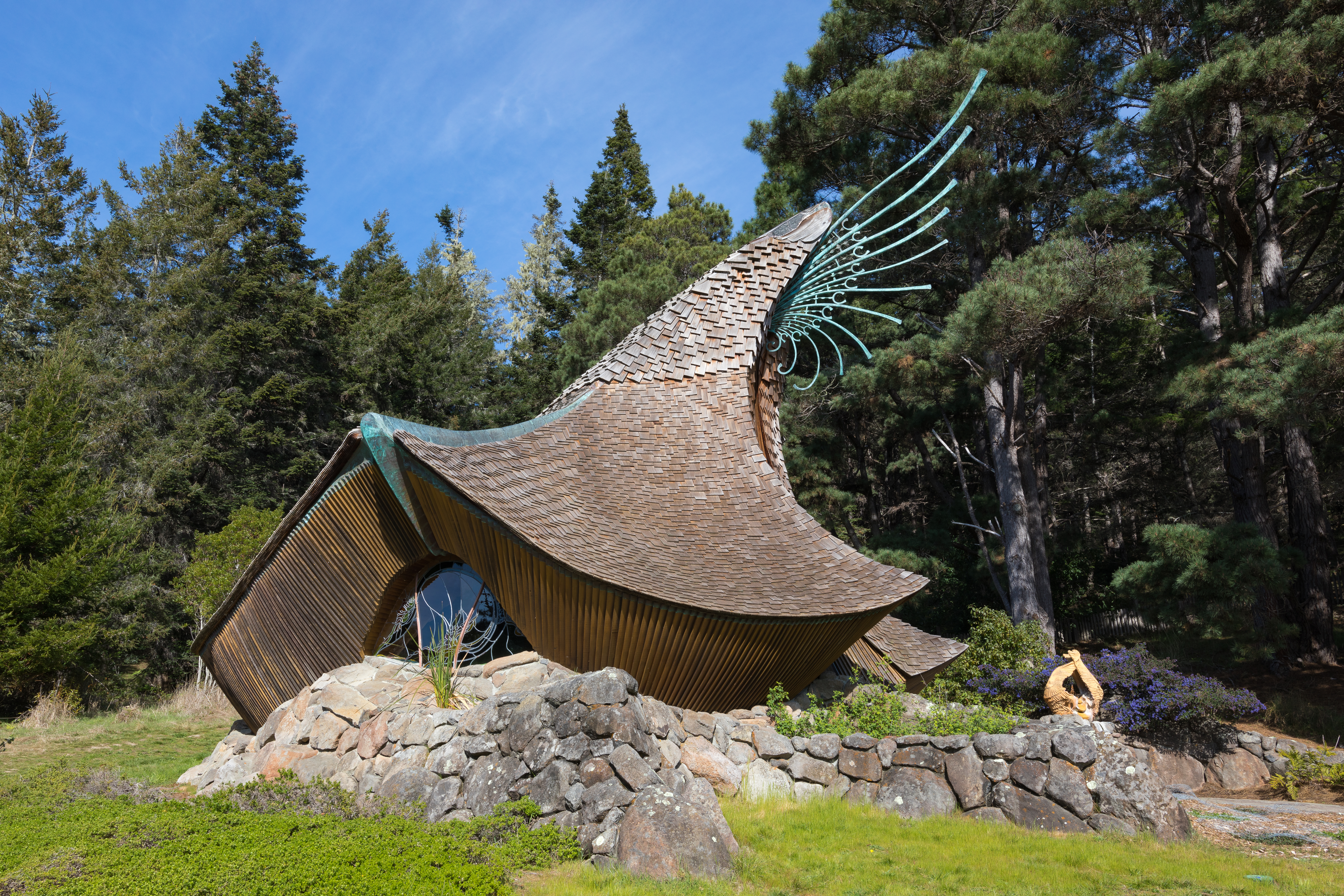
Eine Kapelle gehört zu den wenigen Gemeinschaftseinrichtungen, die tatsächlich fertiggestellt wurden
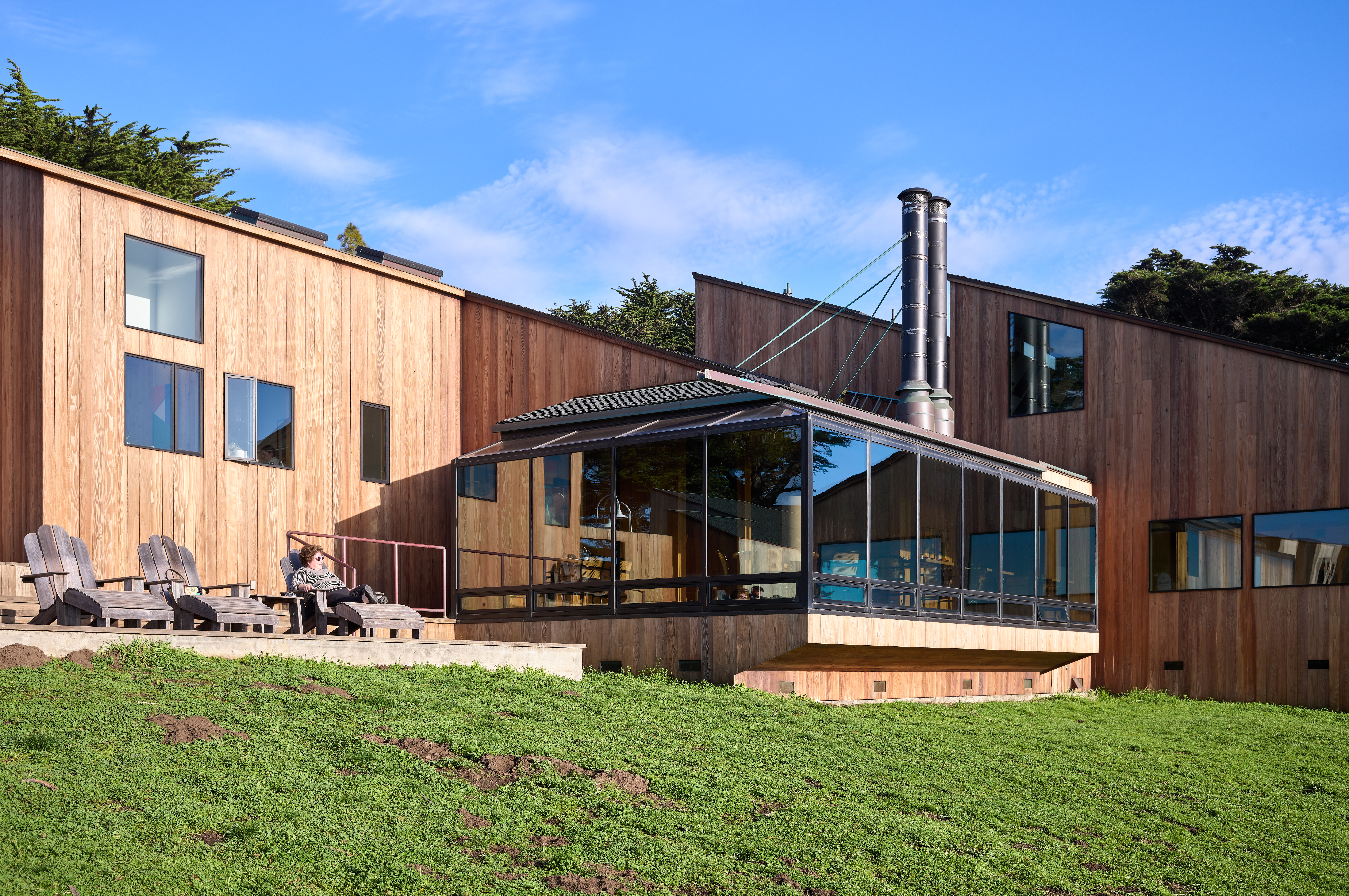
Südflügel der renovierten Sea Ranch Lodge